# 宇田明彦
宇田 明彦（うだ あきひこ、1931年11月4日 - 1994年1月19日）は、日本の騎手（日本競馬会、国営競馬、日本中央競馬会）、調教師（日本中央競馬会（栗東トレーニングセンター））。京都府京都市上京区出身。

## 経歴
1931年11月4日、京都府西陣の漬物屋、宇田商店の長男として生まれた。1946年、京都競馬場の調教師新堂捨蔵に弟子入り。下積み生活を送りながら馬事公苑の短期講習を受講し、1950年に騎手免許を取得。新堂厩舎には長浜彦三郎、梅内慶蔵、布施正、田中四郎、大根田裕也など多くの兄弟子がおり、デビュー後の宇田はなかなか騎乗機会に恵まれなかったが、1958年に新堂の調教師引退を受けて星川泉士厩舎に移籍したのをきっかけに成績が向上。1959年、イリユウに騎乗して京都記念を優勝し、重賞初制覇を達成。その後も皐月賞優勝馬ウイルデイールとのコンビで京都記念・大阪杯を勝ち、ダテホーライとのコンビで宝塚記念をはじめ重賞6勝を挙げるなど星川厩舎の主戦騎手として活躍した。1970年、ダテテンリュウに騎乗して菊花賞を優勝し、八大競走初制覇を達成。
1972年3月に調教師免許を取得し厩舎を開業。毎年10勝以上を挙げ、1979年には調教技術賞（関西）を受賞するなど堅実な活躍を見せた。重賞は10勝しており、そのうち8勝は南井克巳の騎乗により挙げたものである。宇田は1978年に工藤嘉見厩舎の所属を離れたばかりの南井を所属騎手として受け入れ、厩舎の主戦騎手とした。南井は宇田と出会ったことで騎手の楽しさがわかるようになったと述べるほど宇田に心酔し、宇田の死後も宇田厩舎の調教服（調教時に着る、厩舎ごとに色やデザインが統一された服）を着て調教に臨んだ。
1992年、京都市内の病院で人間ドックを受診した宇田は食道にポリープができているのが発見され、摘出手術を受けた。手術後宇田は目に見えて衰弱した様子を見せながらも調教師を続けたがやがて肝癌が発見され、京都市内の病院に入院。1994年1月19日、肝不全のため逝去。満62歳没。
なお、宇田の死から3日後に行われた若駒ステークスで、宇田の管理馬だったエイシンセンネンが出走（鞍上は南井、人馬ともに星川薫厩舎所属として出走）し見事勝利をおさめ、手向けの白星となった。

## 成績

### 騎手成績
通算成績1617戦202勝、うち重賞14勝（日本中央競馬会発足以後）
主な騎乗馬
- イリュウ（1959年京都記念（春））
- ウイルデイール（1959年大阪杯、1960年京都杯）
- メーデンスレディ（1961年京阪杯）
- グレイトスタン（1962年鳴尾記念）
- ダテホーライ（1968年毎日杯、1969年日本経済新春杯、中京大賞典、大阪杯、宝塚記念、朝日チャレンジカップ）
- ダテハクタカ（1969年阪神大賞典）
- ダテテンリュウ（1970年毎日杯、菊花賞）

### 調教師成績
通算成績3613戦358勝、うち重賞10勝
受賞
調教技術賞（関西）（1979年）
主な管理馬
- スリークルト（1977年京都4歳特別）
- キクノペガサス（1984年阪神牝馬特別、愛知杯、1985年中日新聞杯）
- グローバルダイナ（1985年阪神牝馬特別、北九州記念、小倉大賞典、1985年JRA賞最優秀5歳以上牝馬）
- ダイナサンキュー（1986年デイリー杯3歳ステークス）
- メインキャスター（1990年阪神牝馬特別）
- ロングアーチ（1990年中日スポーツ賞4歳ステークス）

## 主な厩舎所属者
※太字は門下生。括弧内は厩舎所属期間と所属中の職分。
- 目野哲也（1973年-1975年 騎手）
- 南井克巳（1978年-1994年 騎手）
- 安田康彦（1991年-1994年 騎手）
- 藤岡健一（1979年-1994年 厩務員、調教助手）

## エピソード
騎手時代の宇田は競馬一筋に生きるタイプであったが、調教師になってからはさまざま趣味を持つようになり、詩吟（四段）、ゴルフ、盆栽、金魚の養殖などを嗜んだ。